# Dekanat koronowski
Dekanat Koronowo – jeden z 30 dekanatów w rzymskokatolickiej diecezji pelplińskiej.

## Parafie
W skład dekanatu wchodzi 9 parafii:
- parafia Świętej Trójcy – Byszewo
- parafia Wniebowzięcia Najświętszej Maryi Panny – Koronowo
- parafia św. Anny – Łąsko Wielkie
- parafia św. Wawrzyńca – Mąkowarsko
- parafia św. Jakuba Apostoła – Niewieścin
- parafia Trójcy Świętej – Pruszcz
- parafia Matki Bożej Różańcowej – Serock
- parafia Niepokalanego Serca Maryi – Sośno
- parafia św. Barbary – Wudzyn

## Sąsiednie dekanaty
Bydgoszcz V (diec. bydgoska), Kamień Krajeński, Lubiewo, Mrocza (diec. bydgoska), Świecie nad Wisłą, Tuchola.